# Уоддингтон, Стивен
Сти́вен Уо́ддингтон (англ. Steven Waddington; род. 30 декабря 1967 года, Лидс, Великобритания) — британский актёр, наиболее известен по главной роли в фильме «Эдуард II», а также по второстепенным ролям в фильмах «Ларго Винч: Начало», «Арн: Рыцарь-тамплиер», «Сонная Лощина».

## Ранние годы
Стивен Уоддингтон родился 30 декабря 1967 года в городе Лидс, Англия, в семье Эверилл Стаббс и Питера Уоддингтона. Посещал начальную школу «Old Farnley», среднюю школу «Ryecroft», затем высшую школу «Intake» (все — в родном Лидсе). Участвовал в школьных пьесах и появлялся в нескольких постановках Йоркширского телевидения, среди которых «Ферма Эммердейл» (Emmerdale Farm) и «Восемнадцать отчаянных часов» (Eighteen Desperate Hours), с минимумом ролевого текста. По достижении 18-летнего возраста Стивен поступил в «East 15 Acting School» — театральную школу драматического искусства в Лоутоне (Эссекс, Восточная Англия).
Летом 1989 года, после окончания обучения, он присоединился к «The Royal Shakespeare Company» (RSC, одному из самых старых британских театральных учреждений), работая сначала на родине Шекспира, в Стратфорде, а позднее в Ньюкасле. Уоддингтон получил свою первую роль в историческом фильме «Эдвард II» (реж. Дерек Джармейн) благодаря рекомендации Найджела Терри, с которым Стив ранее участвовал в постановке «Перикл» в RSC.

## Карьера
Следующей заметной ступенью в творческой карьере Уоддингтона стала в 1997 году роль Уилфреда Айвенго в совместной постановке телекомпаний BBC/A&E Prod. (по одноимённой исторической новелле сэра В. Скотта). В 1999 году автор современного зрелищного кино Тимоти Уолтер Бёртон, приметив перспективного молодого актёра, предложил Стиву роль мистера Киллиана в своём ужастике «Сонная лощина» (Sleepy Hollow). Позже был приглашён коммерчески успешным сценаристом, своим тёзкой Стивом Куганом в комедию «Надзиратель» (The Parole Officer), где сыграл Джеффа (эта картина, поставленная Джоном Дьюиганом, стала одним из самых кассовых фильмов года в Англии). В 2003 году Уоддингтон снялся в роли Прасутага в байопике «Боудикка», сыграв мужа главной героини. Спустя некоторое время Стив появился в образе герцога Букингемского в нашумевшем сериале «Тюдоры» (The Tudors), выпущенном платным кабельным телеканалом Showtime 1 апреля 2007 года в Соединённых Штатах.
В 2006 году Стивен появился в многосерийной драме «Признаки жизни» (Vital Signs) вместе с Тэмзин Аутуэйт, снятой крупной британской телекорпорацией ITV. Во 2-м сезоне исторической теледрамы о Робин Гуде, выходившей на экранах с октября 2006 по июнь 2009 гг., исполнил роль короля Ричарда Львиное Сердце. В 2007 году Уоддингтон вторично появился в образе короля Ричарда I в совместном документальном проекте BBC/Discovery Channel «Герои и злодеи: Ричард Львиное Сердце» (Heroes and Villains: Richard the Lionheart).
С апреля по июль 2010 года актёр был задействован в съёмках сериала «Улица Ватерлоо» (Waterloo Road) производства кинокомпании BBC, где ему досталась роль Адама Флита. Помимо того, Стивен снялся ещё в двух шведских фильмах: в 2008 году он исполнил роль арагонского рыцаря, Великого магистра ордена тамплиеров Арно ле Торожа в фильме и мини-сериале «Арн — рыцарь тамплиеров» (швед. Arn - Tempelriddaren), а в 2012 г. актёр сыграл МакКаллена в фильме «Агент Хэмилтон: Похищенная». В 2012 году Стив появился в первой части мини-сериала «Титаник» производства ITV, сыграв знаменитого второго помощника капитана судна.
В настоящее время Уоддингтон задействован в сериале «Джеймстаун» (Jamestown), премьера которого состоялась ещё в 2017 году, производства британского развлекательного платного канала Sky One, где он играет Маршалла Рэдвика. Параллельно Стивен принимает участие в съёмках франко-бельгийской драмы Томаса Винтерберга «Курск», по мотивам книги Р. Мура «Время умирать» о катастрофе одноимённой русской подводной лодки (премьера состоялась в 2018 году).

## Личная жизнь
Стивен женат на известной актрисе и модели Джейн Марч, от брака с которой у него есть сын. Помимо того, дружит с актёром Каспером ван Диеном, в паре с которым Уоддингтон снялся в трёх фильмах.

## Фильмография
| Год       |    | Русское название               | Оригинальное название                  | Роль                                        |
| --------- | -- | ------------------------------ | -------------------------------------- | ------------------------------------------- |
| 1991      | ф  | Эдуард II                      | Edward II                              | король Эдуард II                            |
| 1992      | ф  | Последний из могикан           | The Last of the Mohicans               | майор Дункан Хэйворд                        |
| 1992      | ф  | 1492: Завоевание рая           | 1492: Conquest of Paradise             | Бартоломео Колумб                           |
| 1994      | ф  | Принц Ютландии                 | Prince Of Jutland                      | Риболд                                      |
| 1995      | ф  | Каррингтон                     | Carrington                             | Ральф Партридж                              |
| 1998      | ф  | Тарзан и затерянный город      | Tarzan and the Lost City               | Найджел Рэйвенс                             |
| 1999      | ф  | Сонная Лощина                  | Sleepy Hollow                          | Киллиан                                     |
| 2001      | ф  | Яма                            | The Hole                               | полицейский Том Ховард                      |
| 2005      | ф  | Завтрак на Плутоне             | Breakfast on Pluto                     | инспектор Рутледж                           |
| 2006      | тф | Тутанхамон: Проклятие гробницы | The Curse Of King Tut's Tomb           | Джейсон МакГриви                            |
| 2007      | с  | Тюдоры                         | The Tudors                             | герцог Букингемский (1 сезон, 1-2 серия)    |
| 2007      | ф  | Арн: Рыцарь-тамплиер           | Arn – Tempelriddaren                   | великий магистр Арно де Торож               |
| 2007      | с  | Робин Гуд                      | Robin Hood                             | Ричард I Львиное Сердце (2 сезон, 13 серия) |
| 2008      | ф  | Ларго Винч: Начало             | Largo Winch                            | Стефан Маркус                               |
| 2009      | с  | Закон Гарроу                   | Garrow's Law                           | Форрестер (1 и 3 серии)                     |
| 2010      | ф  | Ультрамарины                   | Ultramarines: A Warhammer 40,000 Movie | космодесантник Веренор, озвучка             |
| 2012      | с  | Титаник                        | Titanic                                | Чарльз Лайтоллер                            |
| 2012      | ф  | Летучий отряд Скотланд-Ярда    | The Sweeney                            | Натан Миллер                                |
| 2014      | ф  | Игра в имитацию                | The Imitation Game                     | суперинтендант Смит                         |
| 2014      | ф  | Версальский роман              | A Little Chaos                         | десятник-строитель Тьерри Дюра              |
| 2014      | ф  | Хало: Сумерки                  | Halo: Nightfall                        | Спартанец                                   |
| 2016      | с  | Медичи                         | Medici                                 | Иоанн XXIII (антипапа) (1 сезон, 1 серия)   |
| 2016      | с  | Нашествие варваров             | Barbarians Rising                      | Фритигерн                                   |
| 2017—2018 | с  | Джеймстаун                     | Jamestown                              | Редвик                                      |

## Награды и номинации
| Год  | Награда               | Категория                            | Фильм  | Результат |
| ---- | --------------------- | ------------------------------------ | ------ | --------- |
| 2007 | Премия «Golden Nymph» | Лучший актёр в драматическом сериале | Тюдоры | Номинация |